# Explorer 4
L'Explorer 4 fu un satellite statunitense appartenente al Programma Explorer, era molto simile all'Explorer 1.

## La missione

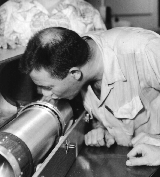
Van Allen Saluta l'Explorer 4

Explorer 4 fu lanciato il 24 agosto del 1958 alle 15:07:00 UTC tramite il vettore Jupiter-C.
Dopo l'immissione in orbita si rilevò un disturbo nella stabilità di volo che rese molto difficile la trasmissione a terra dei dati scientifici rilevati dal satellite.
Come parte dell'Operazione Argus, che vide la realizzazione di tre destinazioni nucleari in alta atmosfera, a una quota superiore a 100 km, il DARPA commissionò due satelliti per lo studio delle fasce di Van Allen e l'effetto che tali esplosioni nucleari potevano avere su queste, ma solo l'Explorer 4 fu lanciato con successo; nel caso dell'Explorer 5, infatti, il razzo vettore perse l'assetto dopo il distacco del primo stadio e andò distrutto assieme al satellite.
Il satellite rientrò nell'atmosfera il 23 ottobre 1959, dopo 454 giorni in orbita.

## Il satellite
L'obiettivo di questa missione era ampliare gli studi avviati con l'Explorer 1.
Al suo interno trovavano posto tre rilevatori di particelle: un contatore Geiger-Mueller, un rilevatore al cesio e un contatore a scintillazione.
I dati per ogni orbita venivano registrati su nastro magnetico e trasmessi a Terra grazie a due antenne in fibra di vetro utilizzate da due trasmettitori: uno da 60 milliwatt a 108,03 megahertz e il secondo da 10 milliwatt a 108 megahertz.
Il trasmettitore a bassa potenza e il contatore a scintillazione smisero di funzionare il 3 settembre 1958, gli altri apparati scientifici operarono fino al 19 settembre 1958.
Il trasmettitore ad alta potenza smise di inviare segnali il 5 ottobre 1958.